# 拉德魯姆 (愛達荷州)
拉德魯姆（英語：Rathdrum）是一個位於美國愛達荷州庫特內縣的城市。

## 地理
拉德魯姆的座標為47°48′30″N 116°53′33″W / 47.80833°N 116.89250°W，而該地的平均海拔高度為674米（即2211英尺）。

## 人口
根據2020年美國人口普查的數據，拉德魯姆的面積為13.56平方千米，當中陸地面積為13.56平方千米，而水域面積為0.00平方千米。當地共有人口9211人，而人口密度為每平方千米503.39人。